# Семинол (округ, Джорджия)
Се́минол (англ. Seminole County) — округ штата Джорджия, США. Население округа на 2000 год составляло 9369 человек. Административный центр округа — город Доналсонвилл.

## История
Округ Семинол основан в 1920 году.
Поправка к конституции штата о создании округа была предложена 8 июля 1920 года и ратифицирована 2 ноября. Территория нового округа была основана на землях, первоначально являвшихся частью Декейтера.
Округ назван в честь племени коренных американцев семинолов, которые когда-то жили в бассейне реки Чаттахучи на территории округа, до того как европейское поселение вынудило их переехать во Флоридский Эверглейдс. Согласно легенде, знаменитый вождь семинолов Оцеола родился на территории современного округа Семинол.

## География
Округ занимает площадь 616.4 км2.

## Демография
Согласно Бюро переписи населения США, в округе Семинол в 2000 году проживало 9369 человек. Плотность населения составляла 15.2 человек на квадратный километр.